# Abu Shakar
Abu Shakar (em persa: ابوشكر, também romanizada como Abū Shakar) é uma aldeia do distrito rural de Minubar, no condado de Abadan, na província de Khuzistão, Irã.
Segundo o censo de 2006, sua população era de 872 habitantes, em 183 famílias.